# Tyche Antiochii
Tyche Antiochii – starożytna grecka rzeźba boskiej opiekunki miasta Antiochia Syryjska.
Posąg przedstawia Tyche – personifikację bóstwa opiekuńczego miasta. Bogini ukazana jest jako piękna młoda dziewczyna. Na głowie ma koronę z wież miasta (tzw. corona muralis). Odziana jest w długą szatę. W prawej ręce zgiętej w łokciu bogini trzyma kłosy - symbol dostatku. Lewa ręka z kolei jest swobodnie oparta o skałę. Spod skały wynurza się półnagi młodzieniec, symbolizujący przepływającą przez Antiochię rzekę Orontes, zaś bogini opiera o niego stopę, odzianą w sandał.
Pierwotnie rzeźba ta była wykonana z brązu, lecz do dzisiejszego dnia zachowały się jedynie jej późniejsze marmurowe kopie. Jej autorstwo przypisuje się Eutychidesowi, który był uczniem Lizypa. Oryginał jest datowany na początek III wiek p.n.e.
W późniejszym okresie Tyche Antiochii była często wyobrażana w różnych obiektach sztuki i przy użyciu różnych technik jako boska protektorka miasta. Jej przedstawienie znajdowało się na monetach Antiochii bitych w czasie, gdy Antiochia wchodziła w skład Cesarstwa rzymskiego.